# 格罗宁根

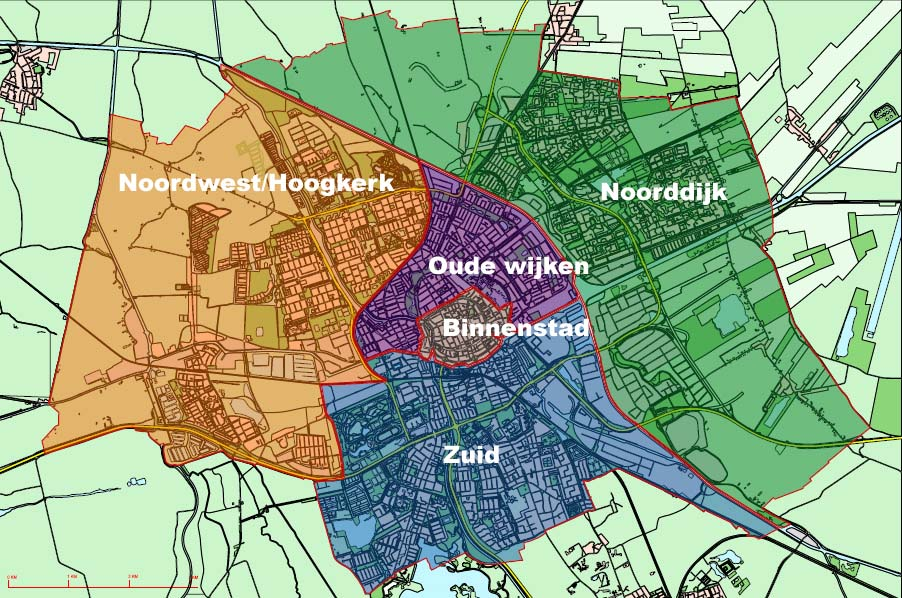
格羅寧根行政區

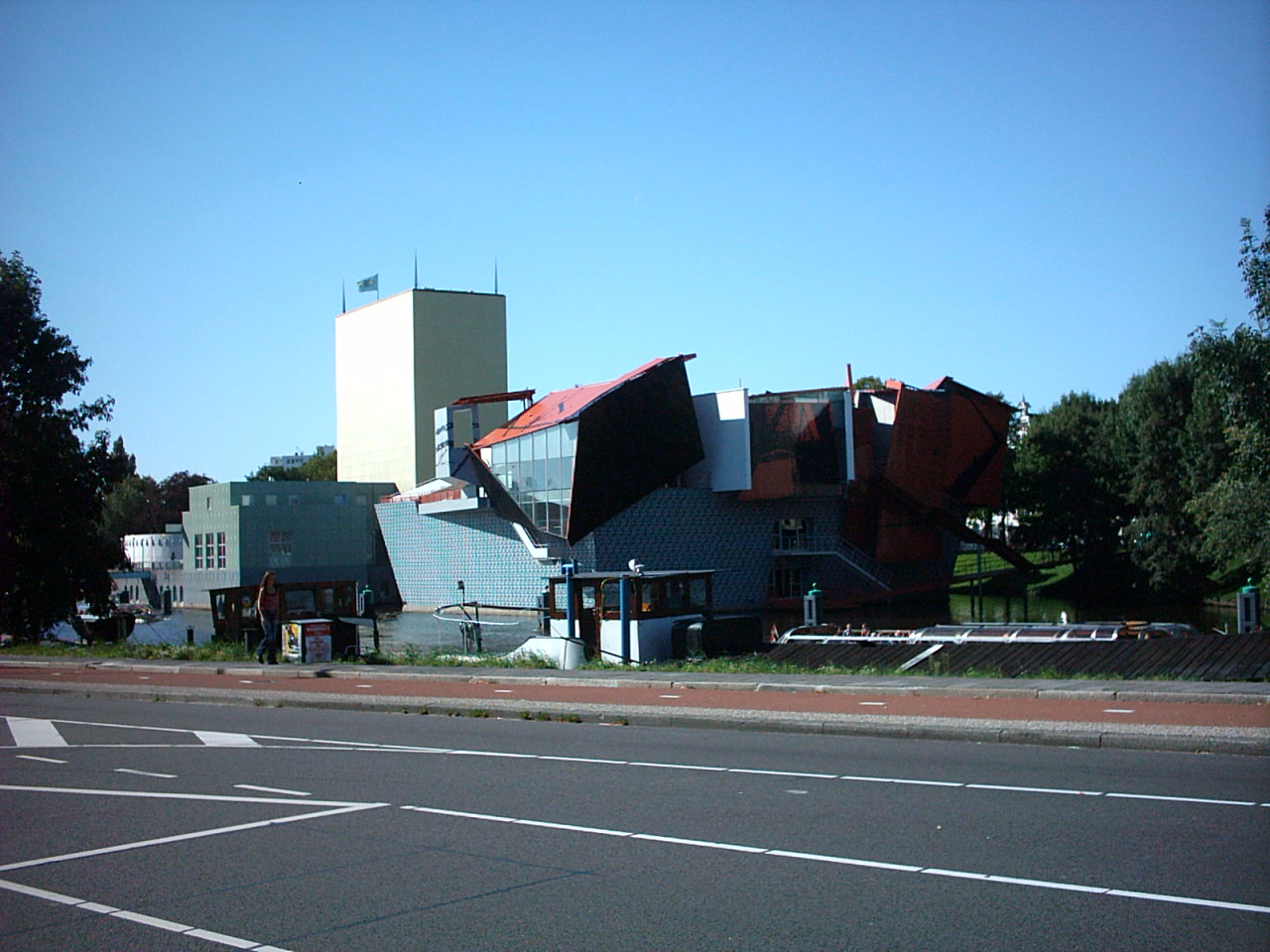
格羅寧根博物館（Groninger Museum） (2004)

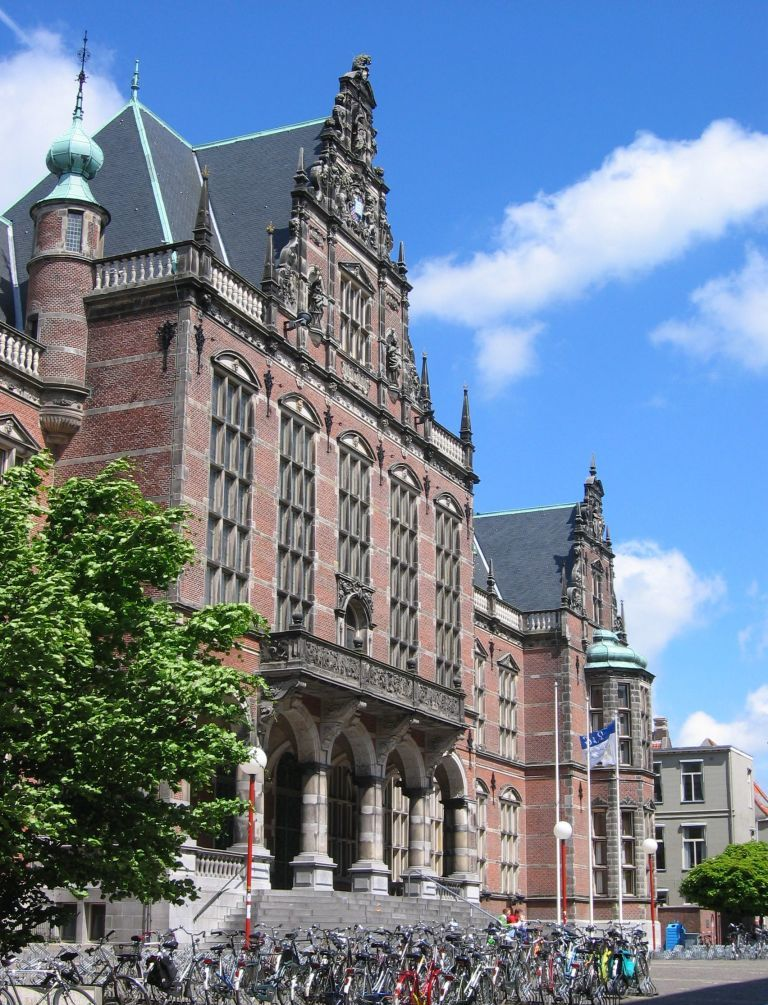
格羅寧根大學主建築 (2004)

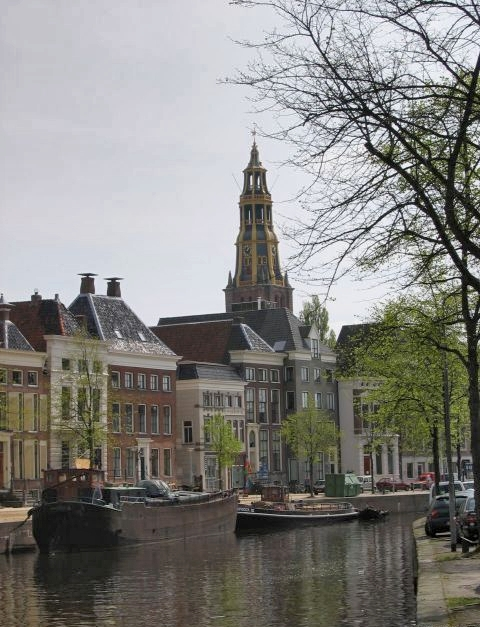
Aa教堂 (2004)

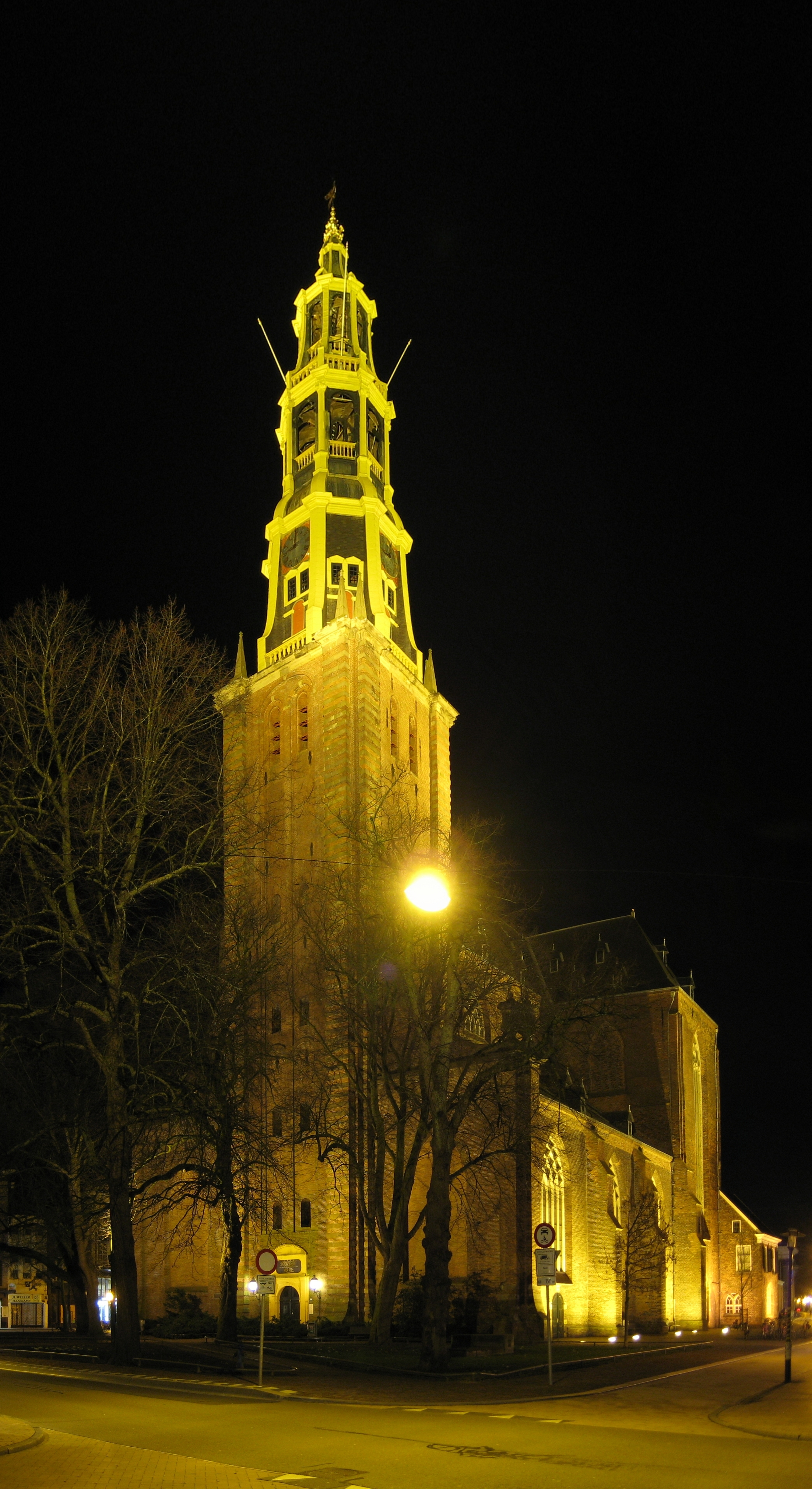
晚上的Aa教堂 (2009)

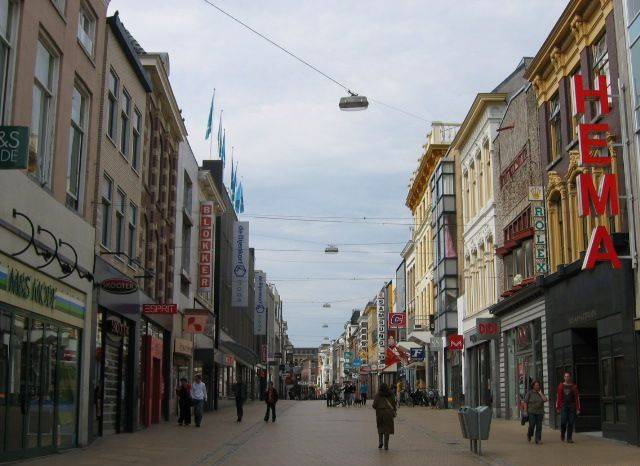
Herestraat，主要的購物街 (2004)

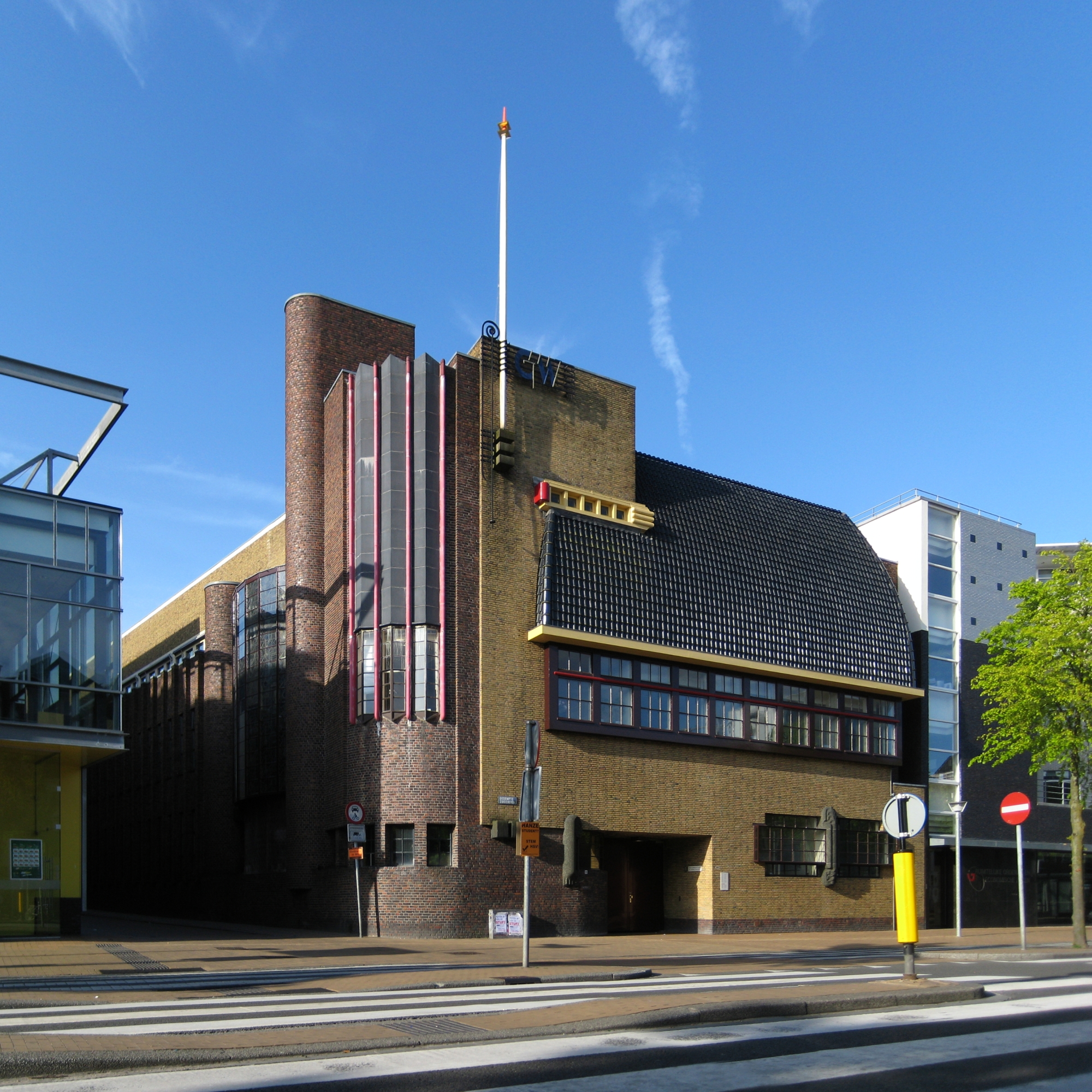
阿姆斯特丹学校建筑 Gedempte Zuiderdiep 96

格罗宁根（荷蘭語發音：[ˈɣroːnɪŋə(n)] ⓘ）是位于荷兰北部的一座中型城市，也是格罗宁根省的首府和及同名市镇的中心城市，人口约185,000（2007年），是荷兰北部人口最多的城市。
著名景点有马提尼塔（Martini Tower）。塔高97米，于1482年建成，是荷兰第四高的教堂尖塔。格罗宁根还是格罗宁根大学和格罗宁根高等职业学校的所在地。全市大学生共有5万多，占人口很大比重。

## 歷史
目前最早記載格羅寧根的文件約在1040年。但目前發現最古老的考古遺跡約在西元前3950至3720年。直到西元三世紀，格羅寧根才出現第一個主要聚落。
13世紀，格羅寧根成為一個重要的貿易中心，並建造城牆。該市對於周圍地區有極大的影響力，讓格羅寧根方言成為當地的主要語言。15世紀末，當時鄰近的菲士蘭省由格羅寧根管理，是格羅寧根最具影響力的時代 。同一時期，格羅寧根修築了馬提尼塔，高約127公尺，成為當時歐洲最高的建築物。16世紀，西班牙帝國與荷蘭共和國爆發八十年戰爭。1594年，格羅寧根選擇支持西班牙帝國，但之後改變立場，加入荷蘭共和國。
1614年，格羅寧根大學成立，最初的目的是宗教教育。同一時期，城市發展快速，並興建新城牆。1672年，第三次英荷戰爭爆發，格羅寧根受到明斯特主教Bernhard von Galen的猛烈攻擊，但城牆成功阻擋了攻勢。每年的8月28日，民眾會以音樂和煙火慶祝這次勝利。
格羅寧根沒有逃過二戰的蹂躪。1945年4月的格羅寧根戰役，城中的主廣場格羅特市場廣場（Grote Markt）遭到嚴重破壞。不過馬提尼塔、馬提尼教堂、Goudkantoor和市政廳都未受到破壞。這場戰爭持續了數天。

## 藝術與文化
雖然格羅寧根不是個非常大的都市，但它仍是荷蘭該地區重要的都會，尤其在音樂和其他藝術、教育、商業等領域中有著重要地位。格羅寧根大量的學生族群也為城市建立了一個多元化的文化背景。

### 博物館
格羅寧根最重要且最知名的博物館是格羅寧根博物館（Groninger Museum）。由亞歷山卓·門蒂尼（Alessandro Mendini）所設計的建築讓格羅寧格博物館成為荷蘭最現代且最創新的博物館之一。另外，格羅寧根還有一座科學博物館、一座漫畫博物館和一座菸草博物館。

### 文化中心
格羅寧根論壇文化中心於2019年11月29日開幕，其建築結合圖書館、電影院和格羅寧根博物館的一部分。

### 夜生活
格羅寧根的夜生活大部分是依靠其學生族群。格羅特市場等廣場在夜晚十分擁擠，尤其是星期四與星期五，部分酒吧營業至早上7點。2006年，格羅寧根被票選為荷蘭「最佳市中心」（de beste binnenstad）。

## 格羅寧根大學
1614年成立的格羅寧根大學有著豐富的學術傳統，是荷蘭第二悠久的大學（僅次於萊頓大學）。荷蘭第一位女性學生、荷蘭第一位太空人，歐洲中央銀行總裁都來自格羅寧根大學，此外还有多位諾貝爾獎得主。

## 政治
市議會有39個席次。左派政黨工黨和綠色左派是最大黨。2002年選舉結束後，他們與基督教民主呼籲、自由民主人民黨組成聯盟。2006年選舉結束後，三個左派政黨（工黨、綠色左派和社會黨）在4月26日組成新政治聯盟。

## 工業
长久以来，格罗宁根一直是荷兰北部的贸易和工业中心，众多欧洲著名企业在此设立总部和办事处。重點產業有冶金、机械、造船、化学、纺织、造纸等。目前CSM（Centrale Suiker Maatschappij）在格羅寧根有間製糖工廠，每年的產量約300,000公噸。

## 運輸
格羅寧根被稱為「世界單車之都」，因為市內57%的旅遊是以單車為工具。格羅寧根有著廣泛的單車網路、良好的公共運輸和市中心大範圍的步行區，十分適合想遠離汽車的人士。在一個義大利節目的調查中，認為格羅寧根對於單車的使用是義大利值得的仿效對象。

### 鐵路
格羅寧根設有三個車站：
- 格羅寧根火車站（Groningen railway station）
- 格羅寧根歐羅巴公園火車站（Groningen Europapark railway station）
- 格羅寧根北火車站（Groningen Noord railway station）

主車站（由荷蘭鐵路和爱瑞发營運）可通往荷蘭大多數的主要城市。
直達地有：
- 茲沃勒、阿默斯福特、希爾弗瑟姆（Hilversum）、阿姆斯特丹南方與史基浦機場：荷蘭鐵路
- 茲沃勒、阿默斯福特、烏特勒支、豪達（Gouda）與海牙：荷蘭鐵路
- 呂伐登：爱瑞发
- Hoogezand-Sappemeer、Winschoten、德國萊爾（Leer）：爱瑞发
- Roodeschool（英语：Roodeschool）和代爾夫宰爾：爱瑞发
- 爱瑞发計畫在2009年至2010年開始營運往Veendam的路線。

### 道路
A28高速公路連結格羅寧根與烏特勒支（途中經由茲沃勒和阿默斯福特）。A7高速公路往西南方則通往菲士蘭省和阿姆斯特丹，往東則可到達不萊梅。

### 公車
爱瑞发經營數條市區公車及都會公車。主要路線有：
- 3: Lewenborg（英语：Lewenborg）-市中心-主車站-Vinkhuizen
- 6: Beijum-市中心-主車站-Hoornsemeer
- 11: Zernike-市中心-主車站
- 33/39/133:格羅寧根-Surhuisterveen（英语：Surhuisterveen）
- 50/51:格羅寧根-阿森
- 61:格羅寧根-Bedum-Uithuizen（英语：Uithuizen）
- 82格羅寧根-Roden（英语：Roden (Drenthe)）

- 140:格羅寧根-Appingedam -代爾夫宰爾
- 163:格羅寧根-Lauwersoog（連結通往斯希蒙尼克岛（Schiermonnikoog）的渡輪）
- 300/305:格羅寧根-Borger（英语：Borger (Drenthe)）-埃門（Emmen）
- 301:格羅寧根-Veendam
- 304/314:格羅寧根-Drachten-海倫芬
- 315:格羅寧根-海倫芬-萊默（Lemmer）-萊利斯塔德（荷蘭最長的公車路線，由Interliner（英语：Interliner）營運）

Public Express （页面存档备份，存于）也營運格羅寧根（火車站）直達不萊梅（機場）的公車路線。
計畫再未來建造一條有軌電車路線，連結中央車站、市中心和大學集中地（Zernike）。

### 航空
格羅寧根機場（Groningen Airport Eelde）位於格羅寧根市中心南方10公里，提供往歐洲的預定和假日包機服務。

## 足球場館
格罗宁根的主場為歐羅堡球場（Euroborg）。歐羅堡球場在2006年1月正式啟用，可容納22,600觀眾。目前計劃要將容納人數增加到35,000至40,000人。格罗宁根足球俱樂部前主場為奧斯特帕克球場（Oosterpark Stadion），可容納12,500人。

## 氣候
格羅寧根與荷蘭全境依樣都屬於海洋性溫帶氣候，不過由於其東北風，冬季比荷蘭其他主要城市的略冷。夏天比較溫暖和潮濕，偶爾會出現30°C（86°F）或更高的溫度；白天的平均氣溫大約為22°C（72°F）。在春季和夏季經常下雨，年平均降水量約為800毫米（31英寸）。
| 格羅寧根 (格羅寧根國際機場)，1981–2010年 | 格羅寧根 (格羅寧根國際機場)，1981–2010年 | 格羅寧根 (格羅寧根國際機場)，1981–2010年 | 格羅寧根 (格羅寧根國際機場)，1981–2010年 | 格羅寧根 (格羅寧根國際機場)，1981–2010年 | 格羅寧根 (格羅寧根國際機場)，1981–2010年 | 格羅寧根 (格羅寧根國際機場)，1981–2010年 | 格羅寧根 (格羅寧根國際機場)，1981–2010年 | 格羅寧根 (格羅寧根國際機場)，1981–2010年 | 格羅寧根 (格羅寧根國際機場)，1981–2010年 | 格羅寧根 (格羅寧根國際機場)，1981–2010年 | 格羅寧根 (格羅寧根國際機場)，1981–2010年 | 格羅寧根 (格羅寧根國際機場)，1981–2010年 | 格羅寧根 (格羅寧根國際機場)，1981–2010年 |
| 月份                                     | 1月                                      | 2月                                      | 3月                                      | 4月                                      | 5月                                      | 6月                                      | 7月                                      | 8月                                      | 9月                                      | 10月                                     | 11月                                     | 12月                                     | 全年                                     |
| ---------------------------------------- | ---------------------------------------- | ---------------------------------------- | ---------------------------------------- | ---------------------------------------- | ---------------------------------------- | ---------------------------------------- | ---------------------------------------- | ---------------------------------------- | ---------------------------------------- | ---------------------------------------- | ---------------------------------------- | ---------------------------------------- | ---------------------------------------- |
| 历史最高温 °C（°F）                      | 14.5 (58.1)                              | 16.1 (61.0)                              | 24.0 (75.2)                              | 28.8 (83.8)                              | 32.8 (91.0)                              | 33.8 (92.8)                              | 34.9 (94.8)                              | 36.3 (97.3)                              | 32.6 (90.7)                              | 27.4 (81.3)                              | 18.0 (64.4)                              | 15.4 (59.7)                              | 36.3 (97.3)                              |
| 平均高温 °C（°F）                        | 4.7 (40.5)                               | 5.4 (41.7)                               | 9.0 (48.2)                               | 13.4 (56.1)                              | 17.4 (63.3)                              | 19.9 (67.8)                              | 22.2 (72.0)                              | 22.1 (71.8)                              | 18.6 (65.5)                              | 13.9 (57.0)                              | 8.7 (47.7)                               | 5.2 (41.4)                               | 13.4 (56.1)                              |
| 日均气温 °C（°F）                        | 2.3 (36.1)                               | 2.4 (36.3)                               | 5.2 (41.4)                               | 8.4 (47.1)                               | 12.3 (54.1)                              | 14.9 (58.8)                              | 17.1 (62.8)                              | 16.9 (62.4)                              | 13.8 (56.8)                              | 10.0 (50.0)                              | 6.0 (42.8)                               | 2.9 (37.2)                               | 9.4 (48.9)                               |
| 平均低温 °C（°F）                        | −0.4 (31.3)                              | −0.6 (30.9)                              | 1.4 (34.5)                               | 3.4 (38.1)                               | 6.9 (44.4)                               | 9.5 (49.1)                               | 11.9 (53.4)                              | 11.6 (52.9)                              | 9.3 (48.7)                               | 6.2 (43.2)                               | 2.9 (37.2)                               | 0.1 (32.2)                               | 5.2 (41.4)                               |
| 历史最低温 °C（°F）                      | −22.0 (−7.6)                             | −22.9 (−9.2)                             | −18.4 (−1.1)                             | −8.1 (17.4)                              | −3.4 (25.9)                              | 0.1 (32.2)                               | 2.5 (36.5)                               | 3.2 (37.8)                               | −1.0 (30.2)                              | −6.9 (19.6)                              | −13.6 (7.5)                              | −22.0 (−7.6)                             | −22.9 (−9.2)                             |
| 平均降水量 mm（）                        | 74.2 (2.92)                              | 51.4 (2.02)                              | 64.3 (2.53)                              | 42.1 (1.66)                              | 58.0 (2.28)                              | 71.2 (2.80)                              | 79.4 (3.13)                              | 70.9 (2.79)                              | 78.3 (3.08)                              | 74.0 (2.91)                              | 75.0 (2.95)                              | 73.4 (2.89)                              | 812.1 (31.97)                            |
| 平均降水天数（≥ 1 mm）                   | 13                                       | 10                                       | 12                                       | 8                                        | 10                                       | 11                                       | 11                                       | 11                                       | 12                                       | 12                                       | 13                                       | 13                                       | 137                                      |
| 平均降雪天数                             | 8                                        | 7                                        | 5                                        | 2                                        | 0                                        | 0                                        | 0                                        | 0                                        | 0                                        | 0                                        | 3                                        | 6                                        | 33                                       |
| 平均相對濕度（％）                       | 90                                       | 88                                       | 85                                       | 79                                       | 79                                       | 81                                       | 82                                       | 83                                       | 86                                       | 89                                       | 91                                       | 92                                       | 85                                       |
| 月均日照時數                             | 54.2                                     | 79.4                                     | 117.2                                    | 171.6                                    | 210.0                                    | 187.0                                    | 199.1                                    | 183.9                                    | 137.0                                    | 107.2                                    | 56.5                                     | 47.5                                     | 1,550.3                                  |
| 来源：荷蘭皇家氣象協會                   |                                          |                                          |                                          |                                          |                                          |                                          |                                          |                                          |                                          |                                          |                                          |                                          |                                          |

## 知名人物
- 约翰·古德利克，天文學家。
- 丹尼爾·伯努利，物理學家。
- 海克·卡末林·昂內斯，物理學家。
- 約翰·赫伊津哈，語言學家。

## 社区
格罗宁根
- Dorkwerd（荷兰语：Dorkwerd）
- Engelbert（荷兰语：Engelbert (dorp)）
- Euvelgunne（荷兰语：Euvelgunne）
- Groningen（荷兰语：Groningen (stad)）
- Hoogkerk（荷兰语：Hoogkerk）
- Leegkerk（荷兰语：Leegkerk）
- Middelbert（荷兰语：Middelbert）
- Noorddijk（荷兰语：Noorddijk (Groningen)）
- Noorderhoogebrug（荷兰语：Noorderhoogebrug）
- Oosterhoogebrug（荷兰语：Oosterhoogebrug）
- Roodehaan（荷兰语：Roodehaan (Groningen)）
- Ruischerbrug（荷兰语：Ruischerbrug）
- Slaperstil（荷兰语：Slaperstil）
- Vierverlaten（荷兰语：Vierverlaten）

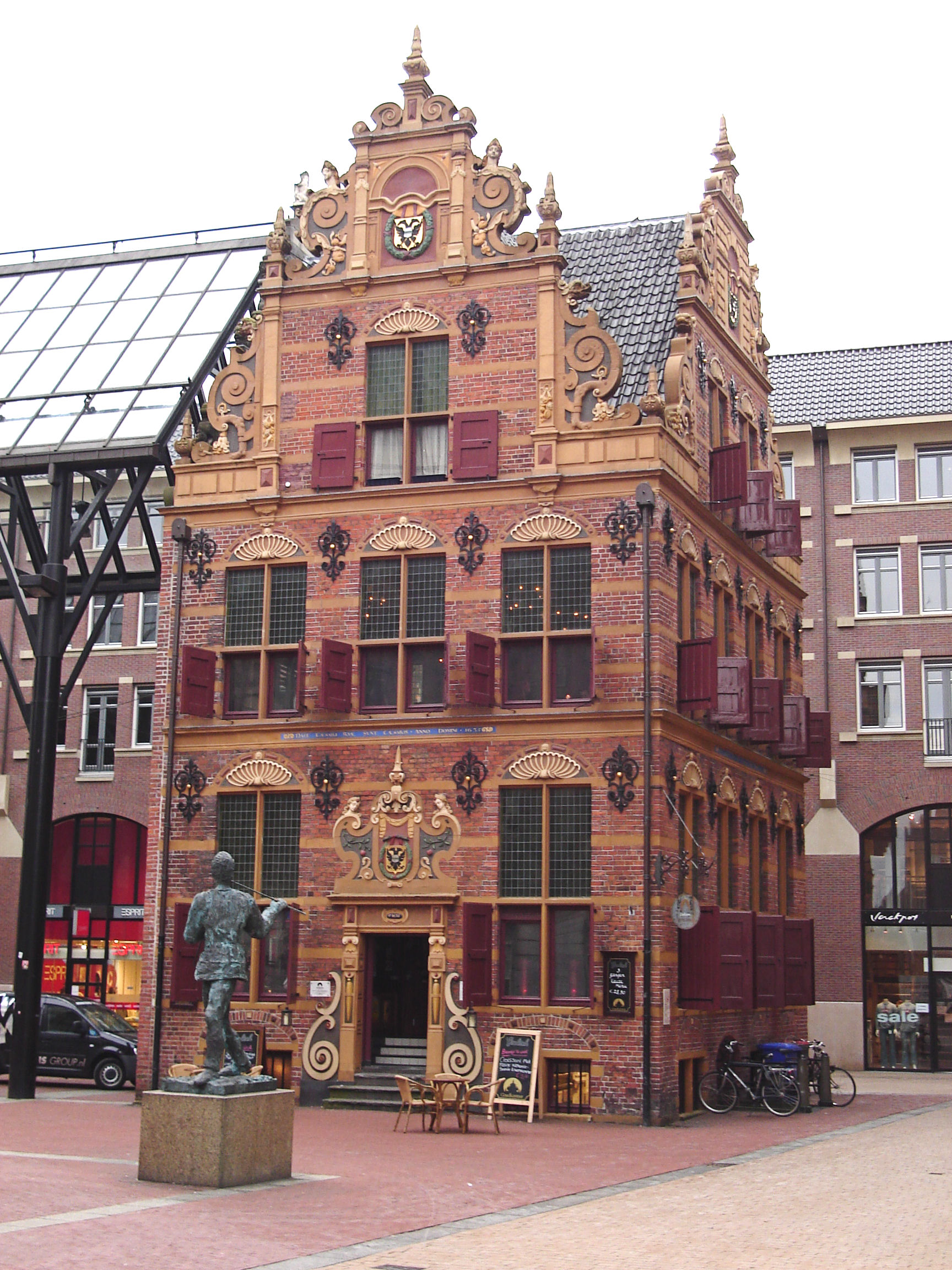
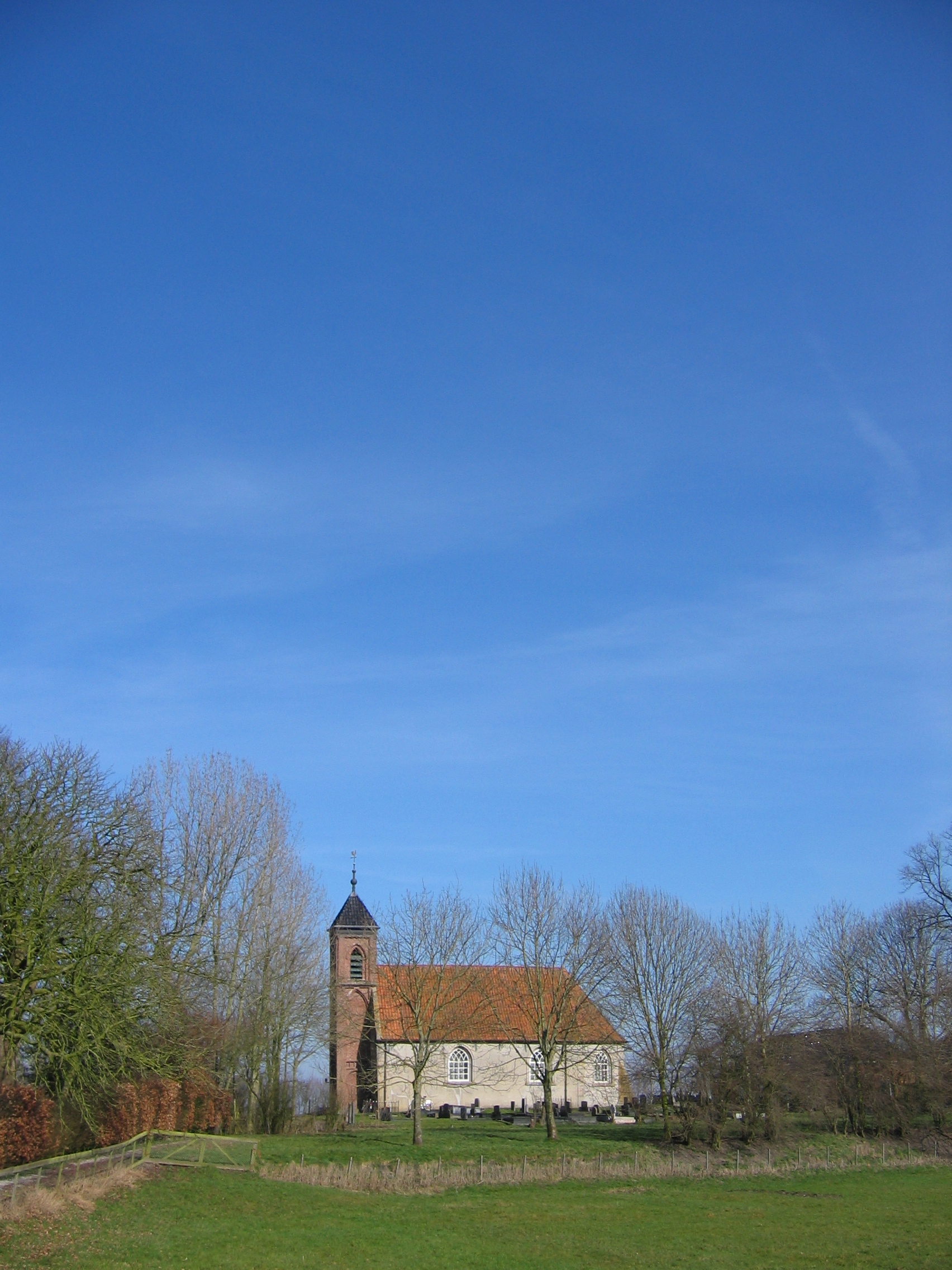
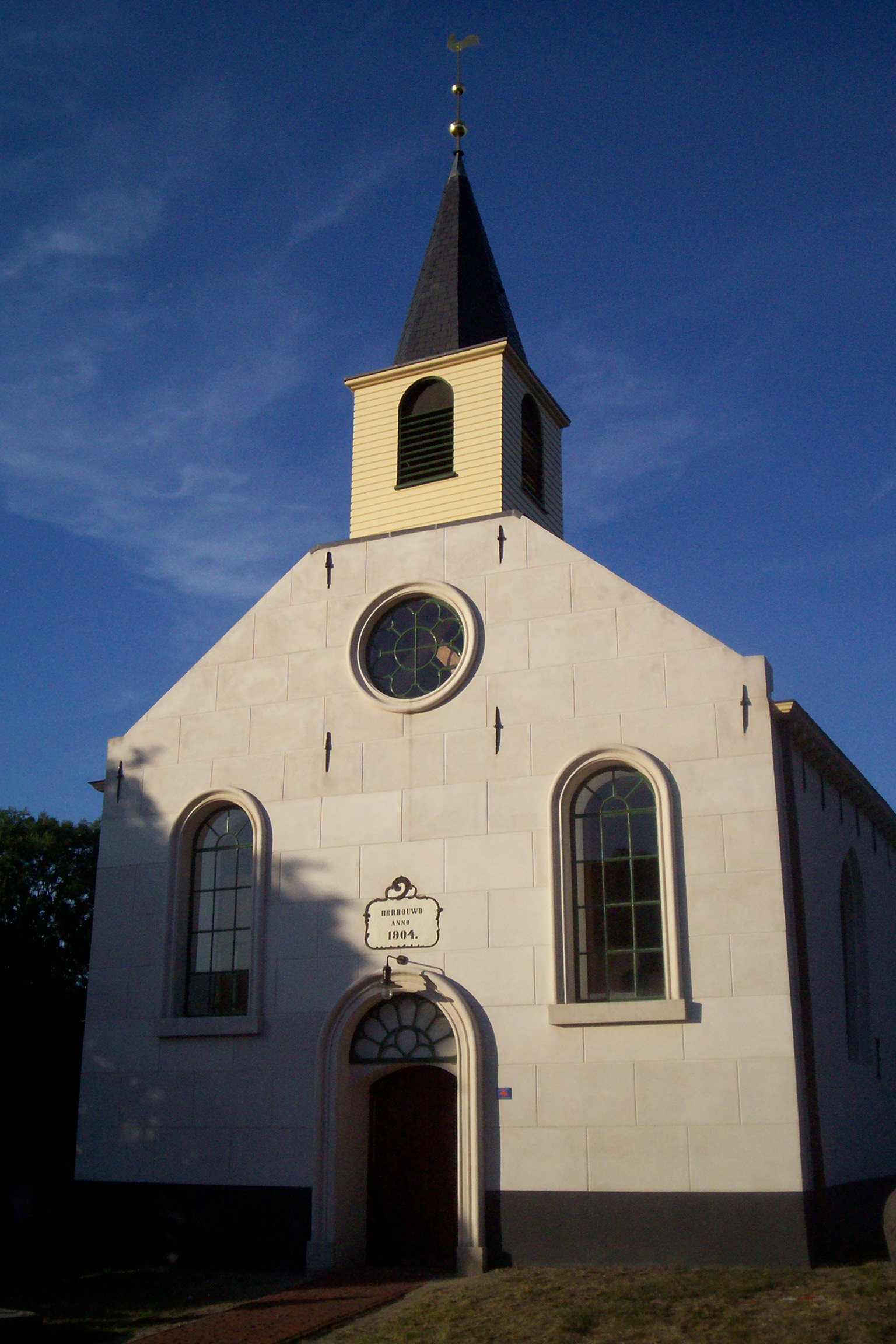
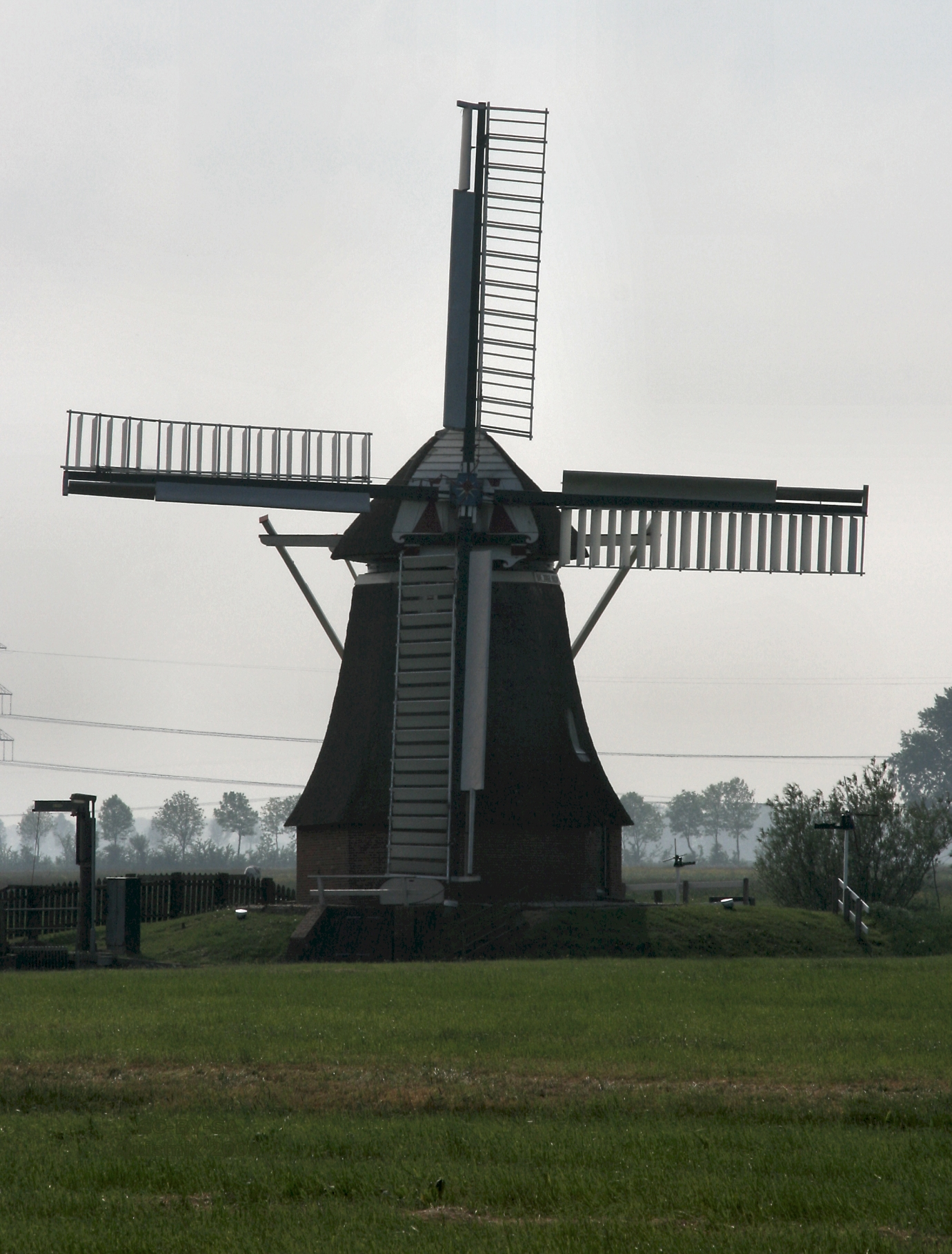
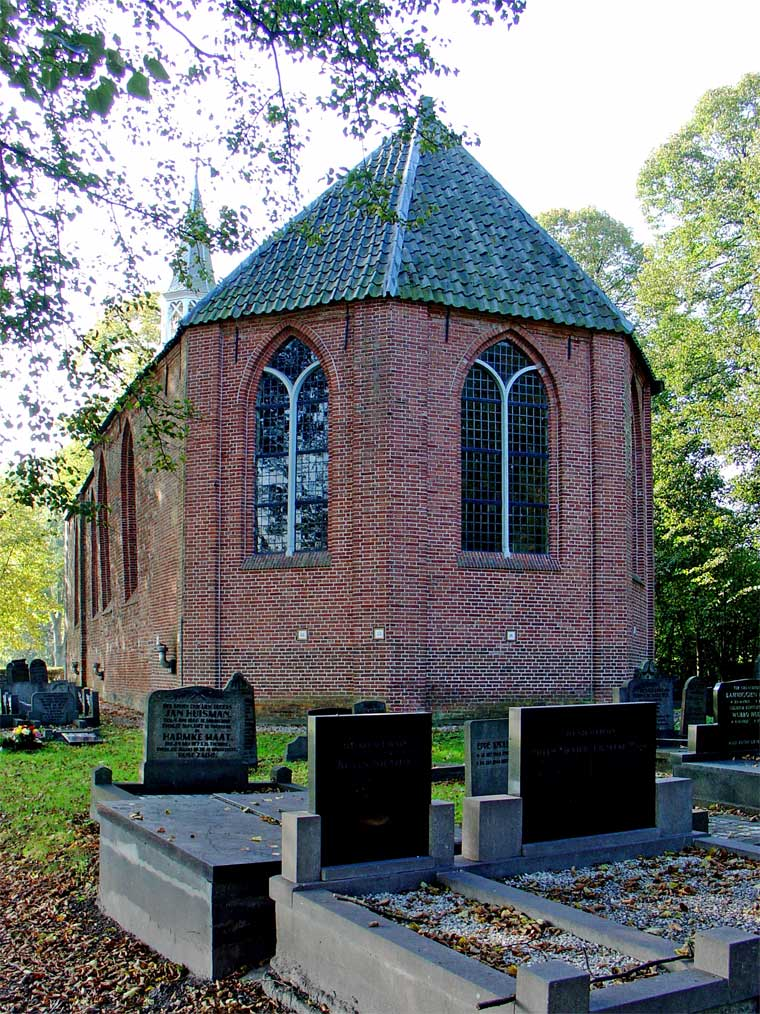
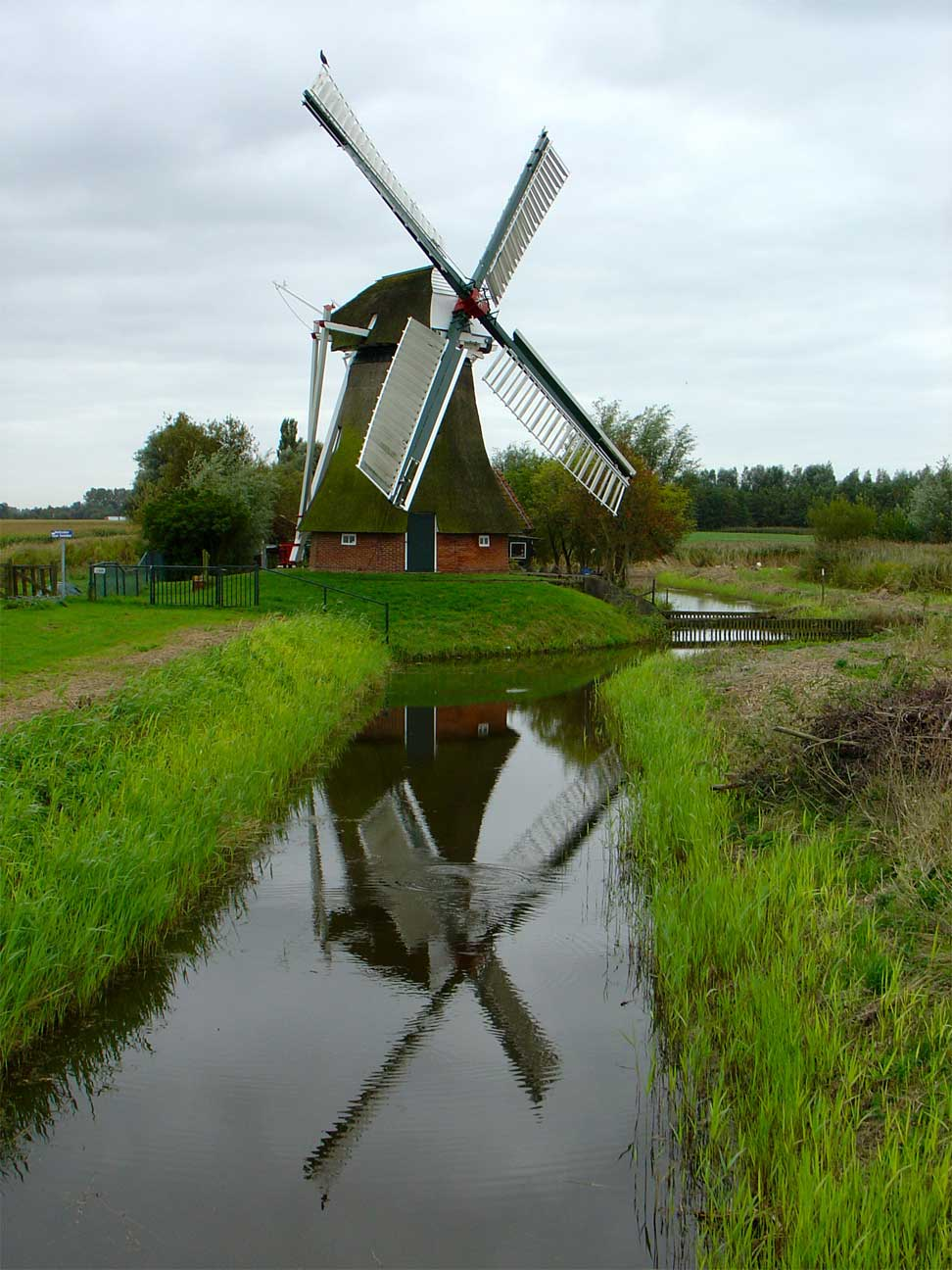
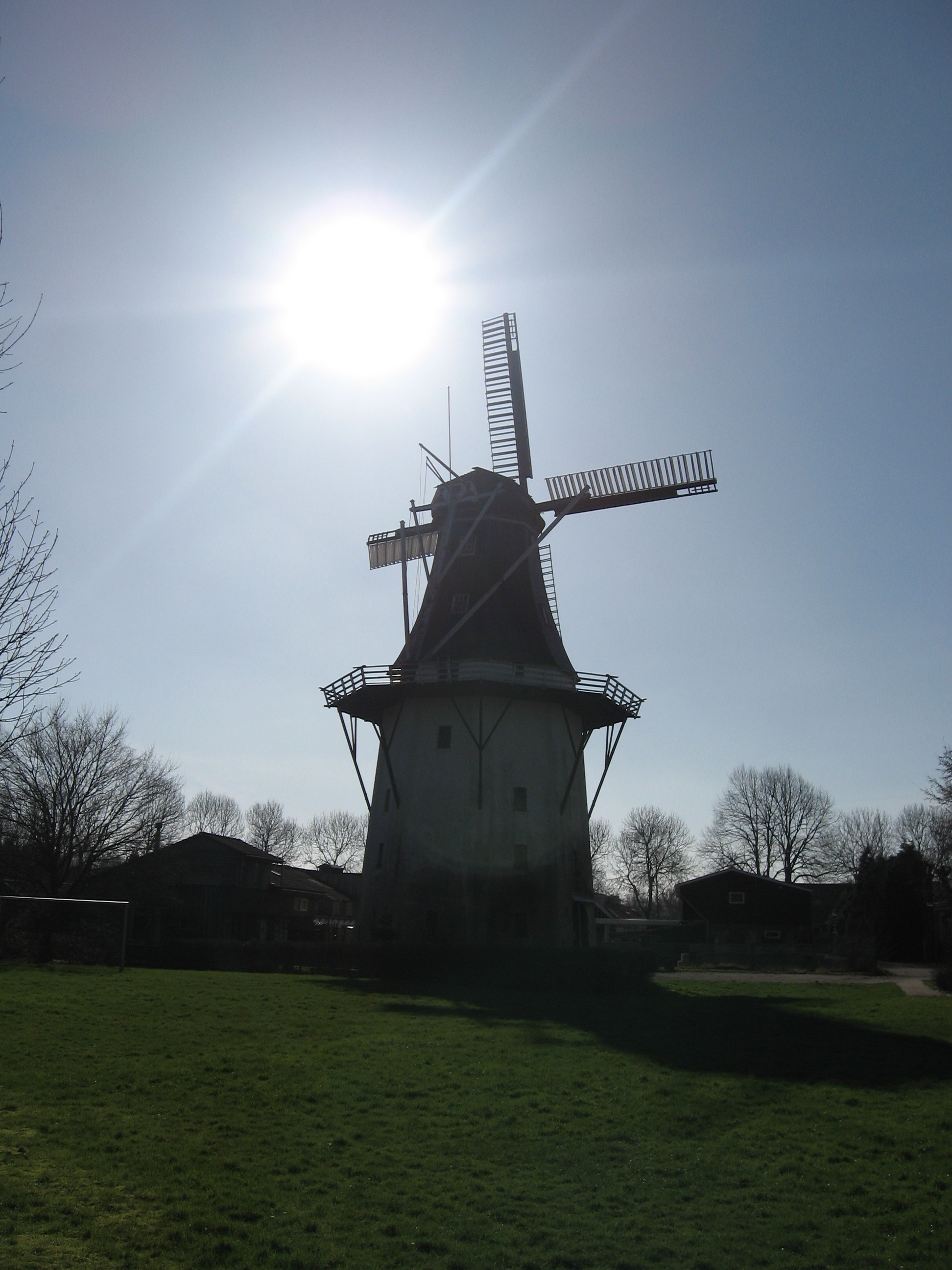
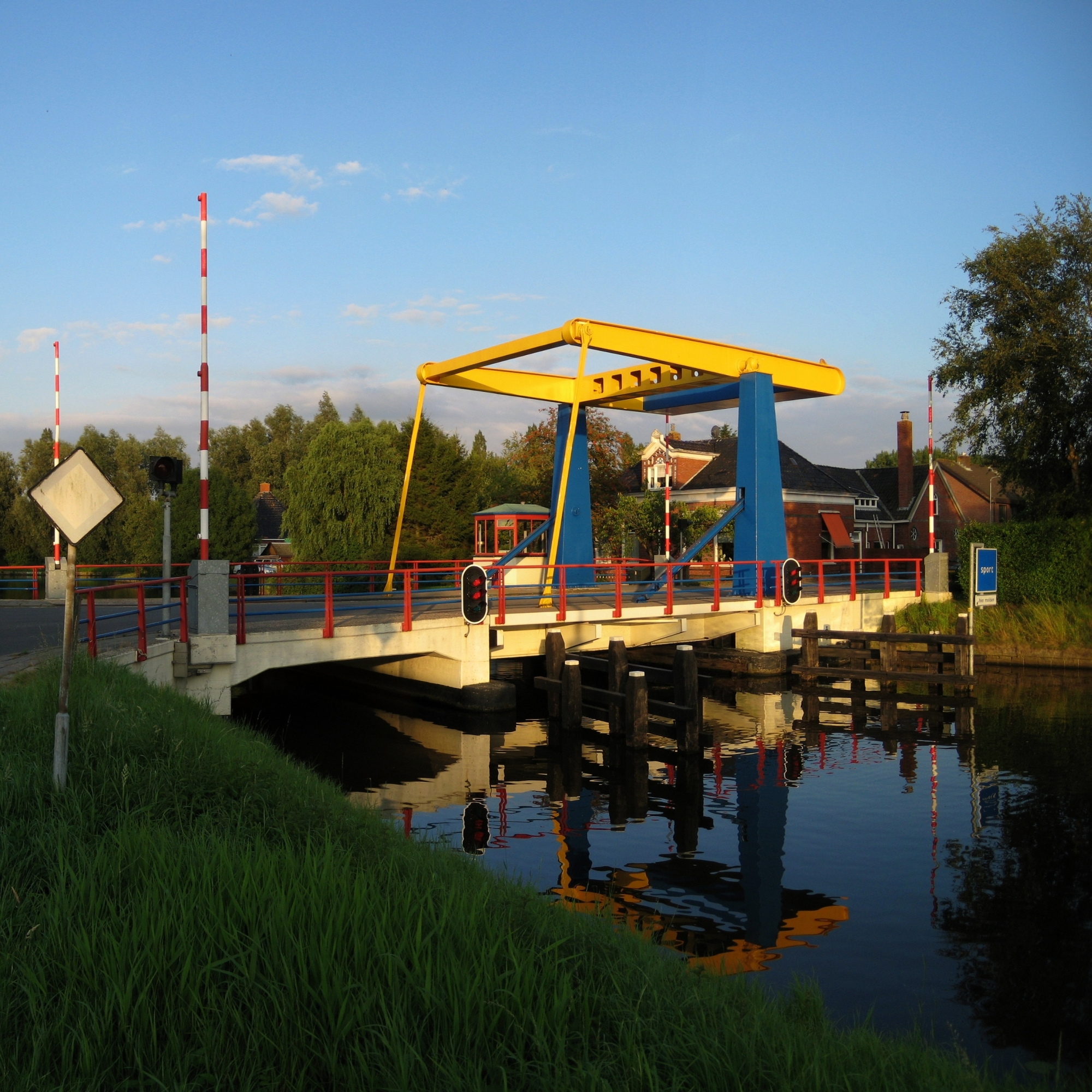

## 友好城市
格羅寧根有以下友好城市：
- 奥地利格拉茨
- 巴勒斯坦贾巴里亚
- 俄羅斯加里宁格勒
- 波蘭卡托维兹
- 俄羅斯摩尔曼斯克
- 英国泰恩河畔纽卡斯尔
- 丹麦欧登塞
- 德国奥尔登堡
- 尼加拉瓜圣卡洛斯
- 爱沙尼亚塔林
- 中国天津
- 中国西安
- 捷克茲林